# Torquigener albomaculosus
Torquigener albomaculosus is een straalvinnige vissensoort uit de familie van kogelvissen (Tetraodontidae). De wetenschappelijke naam van de soort is voor het eerst geldig gepubliceerd in 2014 door Matsuura.
De soort werd voor het eerst gezien in de wateren rond de Riukiu-eilanden in Japan. De diepte waarop de soort is waargenomen varieerde van 10-27 meter.  

## Kenmerken
De vis is bruin gekleurd met een zilverachtig-witte buik, de rugzijde is bedekt met kleine witte en ronde vlekjes. 

## Nest
De mannetjes maken cirkelvormige nesten in zand die een diameter kunnen hebben tot twee meter. De cirkels werden voor het eerst in 1995 opgemerkt. Tot de ontdekking van de soort bleef onduidelijk waar ze voor dienden. De nesten zijn bedoeld om vrouwtjes te lokken. Een nest wordt slechts eenmalig gebruikt. Torquigener albomaculosus is de enige kogelvissensoort waarvan bekend is dat zulke nesten worden gemaakt.